# 24ste Oscaruitreiking
De 24ste Oscaruitreiking, waarbij prijzen worden uitgereikt aan de beste prestaties in films in 1951, vond plaats op 20 maart 1952 in het Pantages Theatre in Hollywood, Californië. De ceremonie werd gepresenteerd door Danny Kaye.
De grote winnaars van de 24ste Oscaruitreiking waren An American in Paris, met in totaal 8 nominaties en 6 Oscars, en A Streetcar Named Desire met in totaal 12 nominaties en 4 Oscars.

## Winnaars

### Films
| Categorie          | Winnaar              | Regie             |
| ------------------ | -------------------- | ----------------- |
| Beste Film         | An American in Paris | Vincente Minnelli |
| Beste Documentaire | Kon-Tiki             | Thor Heyerdahl    |

### Acteurs
| Categorie                  | Winnaar         | Film                     |
| -------------------------- | --------------- | ------------------------ |
| Beste Mannelijke Hoofdrol  | Humphrey Bogart | The African Queen        |
| Beste Vrouwelijke Hoofdrol | Vivien Leigh    | A Streetcar Named Desire |
| Beste Mannelijke Bijrol    | Karl Malden     | A Streetcar Named Desire |
| Beste Vrouwelijke Bijrol   | Kim Hunter      | A Streetcar Named Desire |

### Regie
| Categorie       | Winnaar        | Film               |
| --------------- | -------------- | ------------------ |
| Beste Regisseur | George Stevens | A Place in the Sun |

### Scenario
| Categorie                | Winnaar                    | Film               |
| ------------------------ | -------------------------- | ------------------ |
| Beste Origineel Scenario | Paul Dehn James Bernard    | Seven Days to Noon |
| Beste Bewerkt Scenario   | Michael Wilson Harry Brown | A Place in the Sun |

### Speciale prijzen
| Categorie                         | Winnaar                |  |
| --------------------------------- | ---------------------- |  |
| Honorary Award                    | Gene Kelly en Rashomon |  |
| Irving G. Thalberg Memorial Award | Arthur Freed           |  |